# Rondeletia lomensis
Rondeletia lomensis är en måreväxtart som beskrevs av Ignatz Urban. Rondeletia lomensis ingår i släktet Rondeletia och familjen måreväxter. Inga underarter finns listade i Catalogue of Life.